# Kinh tế România
Nền kinh tế România năm 2007 đứng thứ 17 trong Liên minh châu Âu về GDP danh nghĩa và đứng thứ 11 về GDP theo sức mua tương đương, là một trong những nước có mức tăng trưởng liên tục nhanh nhất với tỉ lệ tăng trưởng GDP hàng năm trên 7%. România là thành viên của Liên minh châu Âu và là một đối tác thương mại quan trọng trong liên minh. Thủ đô Bucharest (với 2,5 triệu người) là một trong những trung tâm tài chính lớn nhất trong khu vực.
GDP của România sẽ tăng gấp đôi vào năm 2011.. Năm 2007 kinh tế tăng trưởng vững chắc trên 7%. România ngày càng có tầm quan trọng và vị thế trong quá trình hội nhập là một quốc gia thành viên của EU.
România cũng có một hải cảng chiến lược cạnh tranh tốt với nhiều quốc gia láng giềng trong việc tiến hành các hoạt động kinh doanh trên biển. Hải cảng Constanta là hải cảng náo nhiệt nhất ở Biển Đen, vượt trội so với những nơi khác. Thêm vào đó, cơ sở hạ tầng của hải cảng và lực lượng lao động được giáo dục đào tạo tốt, có kỹ năng, cũng là nền tảng cho việc phát triển nền kinh tế sản xuất hàng hóa và các hoạt động xuất nhập khẩu.
Do sự tăng trưởng nhanh về kinh tế mà vào năm 2007, România đã có 9 tỉ phú USD so với mức 2 tỉ phú trong năm 2006.